# Supercharger (album)
Albums de Machine Head
The Burning Red
(1999) Hellalive
(2003)
Supercharger est le quatrième album du groupe de thrash metal Machine Head, sorti le 2 octobre 2001.

## Liste des titres de l'album
| 1.    | Declaration               | 1:11 |
| 2.    | Bulldozer                 | 4:35 |
| 3.    | White-Knuckle Blackout!   | 3:14 |
| 4.    | Crashing Around You       | 3:13 |
| 5.    | Kick You When You're Down | 4:01 |
| 6.    | Only the Names            | 6:07 |
| 7.    | All in Your Head          | 4:05 |
| 8.    | American High             | 3:48 |
| 9.    | Brown Acid                | 0:59 |
| 10.   | Nausea                    | 4:23 |
| 11.   | Blank Generation          | 6:38 |
| 12.   | Trephination              | 4:58 |
| 13.   | Deafening Silence         | 5:33 |
| 14.   | Supercharger              | 3:48 |
| 56:30 |                           |      |

| 15. | Hole in the Sky (Black Sabbath cover) | 3:32 |
| 16. | Ten Fold                              | 4:52 |

| 15. | Hole in the Sky (Black Sabbath cover)  | 3:32 |
| 16. | Ten Fold                               | 4:52 |
| 17. | The Blood, the Sweat, the Tears (Live) | 4:34 |
| 18. | Desire to Fire (Live)                  | 4:37 |